# 나라즈케
나라즈케(일본어: 奈良漬け)는 월과, 오이, 수박, 생강 등의 채소를 사케카스(사케를 만들 때 나오는 술지게미)에 담가 절인 쓰케모노의 하나이다.

## 역사
삼국 시대에 술지게미로 담가 먹던 장아찌가 일본으로 전파되어 나라 지방에서 발전했다. 이후 일제강점기 때 역수입된 울외(월과) 나라즈케가 군산 지역에 "나나스끼" 또는 "울외장아찌" 불리며 남아있기도 하다.

## 같이 보기
- 울외장아찌